# 高河原喬盛
高河原 喬盛（たかがはら たかもり、? - 万治2年（1659年11月19日））は、江戸時代初期の武将。高河原家盛の子。幼名は小平太、通称は助左衛門。

## 生涯
紀伊国の古座の土豪・高河原家盛の子として誕生。
父・家盛は所領8000石を領したが、1600年（慶長5年）、関ヶ原の戦いに父に従って西軍に属し敗れたため、改易される。戦後、紀伊国に浅野幸長が封じられると父と共に仕えた。
1615年（元和元年）、大坂夏の陣が起こると浅野氏は徳川方に与した。樫井の戦いにおいて、浅野家老・上田宗箇に従い参戦し一番槍をあげ、武功を立てた（新東鑑第2巻、巻之十四）。
1619年（元和5年）、福島正則の改易に伴い、主君・浅野長晟が広島に移封されるとこれに同行し、安芸国大竹村辺に1500石の知行を得る。寛永6年5月に大竹村と岩国代官・中島宗味との騒動や、明暦元年の事件に岩国の森脇又兵衛に浅野藩領上田重安の調停役として活躍した（大竹市史資料編第1巻）。
1659年（万治2年）、死去。戒名、苔嵓浄深居士。
なお、喬盛は暇乞いをし故郷の古座浦へ帰ったともいわれるが（古座青原寺蔵の高瓦氏家譜より）、曹洞宗龍興山海雲寺に喬盛の墓があることから（新修廣島市史第六巻第一）、子の二代目助左衛門の時に何らかの事情により安芸国を離れることになり、元所領のあった摂津国守部邑にて武士を捨てて、助右衛門と改名し土着したと思われる。なお、広島に残った弟・定盛の家は、高瓦姓を名乗って塩田奉行、目付役として重用されたという。
喬盛の死後は摂津国守部邑にて子孫が代々助右衛門を名のり襲名する。和歌山古座本家の家督は弟（または嫡子）高河原小左衛門唯盛が継いで小右衛門、六郎右衛門、兵右衛門と続いた後は兵右衛門を代々襲名する。しかし、寛政の頃には断絶して家は離散したと伝わる。

## 家系
- 父:高河原家盛
- 母:名前不詳
- 室:名前不詳
  - 子:高河原助右衛門

系図には子とあるが文献等から考慮すると兄弟を子と記した可能性が高い。
- 兄弟
  - 高河原五郎左衛門定盛
  - 高河原小左衛門唯盛（子・小右衛門貞昌、八右衛門又八郎）
  - 高河原権左衛門源太夫（子・権右衛門）
  - 高河原甚左衛門右京（子・甚右衛門）